# Mateo Majdalani
Pour les articles homonymes, voir Majdalani.
Mateo Majdalani est un skipper argentin né le 15 juillet 1994 à Buenos Aires. Il a remporté avec Eugenia Bosco la médaille d'argent du Nacra 17 aux Jeux olympiques d'été de 2024, organisés à Paris.